# Guinea thuộc Tây Ban Nha
Guinea thuộc Tây Ban Nha (tiếng Tây Ban Nha: Guinea Española) là tập hợp các vùng lãnh thổ lục địa và lục địa do Tây Ban Nha kiểm soát từ năm 1778 ở vịnh Guinea và trên Lõm Bonny, ở Trung Phi. Nó giành được độc lập vào năm 1968 và được gọi là Guinea Xích Đạo.

## Lịch sử

### Thế kỷ 18–19
Thuộc địa Tây Ban Nha ở khu vực Guinea được thành lập năm 1778, theo Hiệp ước El Pardo giữa Đế quốc Tây Ban Nha và Vương quốc Bồ Đào Nha. Trong khoảng thời gian từ năm 1778 đến năm 1810, Tây Ban Nha đã quản lý lãnh thổ Guinea Xích Đạo thông qua sự trung thành Phó vương quốc Río de la Plata, có trụ sở tại Buenos Aires (thuộc Argentina ngày nay).
Từ năm 1827 đến 1843, Vương quốc Anh có căn cứ vào Bioko để chống lại nạn buôn bán nô lệ Đại Tây Dương đang diễn ra do Tây Ban Nha và các thương nhân bất hợp pháp. Dựa trên thỏa thuận với Tây Ban Nha vào năm 1843, Anh chuyển căn cứ của mình sang thuộc địa Sierra Leone của chính họ ở Tây Phi. Năm 1844, khi khôi phục chủ quyền của Tây Ban Nha, nó được gọi là "Territorios Españoles del Golfo de Guinea".

### Thế kỷ 20
Tây Ban Nha chưa bao giờ thực hiện việc định cư thuộc địa trên khu vực rộng lớn trong Lõm Biafra mà nước này có quyền theo hiệp ước. Pháp mở rộng sự chiếm đóng của họ với chi phí của khu vực mà Tây Ban Nha tuyên bố chủ quyền. Theo Hiệp định Paris năm 1900, Tây Ban Nha bị bỏ lại với vùng lục địa Río Muni, 26.000 km 2 trong số 300.000 kéo dài về phía đông đến sông Ubangi, mà Tây Ban Nha đã tuyên bố trước đây.

### Kinh tế nông nghiệp
Đến cuối thế kỷ 19, những người trồng rừng Tây Ban Nha, Bồ Đào Nha, Đức và Fernandino bắt đầu phát triển những đồn điền ca cao lớn trên đảo Fernando Po. Với dân số Bubi bản địa bị suy giảm do bệnh tật và lao động cưỡng bức, nền kinh tế của hòn đảo phụ thuộc vào lao động hợp đồng nông nghiệp nhập khẩu.
Hiệp ước lao động đã được ký kết với Cộng hòa Liberia vào năm 1914; việc vận chuyển tới 15.000 công nhân bằng đường biển được dàn xếp bởi Woermann-Linie, công ty vận tải lớn của Đức. Năm 1930, một ủy ban của Tổ chức Lao động Quốc tế (ILO) đã phát hiện ra rằng những người làm việc theo hợp đồng Liberia đã được tuyển dụng trong các điều kiện bắt buộc tội phạm hiếm khi phân biệt được với việc đột kích nô lệ và buôn bán nô lệ. Chính phủ cấm tuyển dụng lao động Liberia cho Guinea thuộc Tây Ban Nha.
Tình trạng thiếu lao động dai dẳng trong ngành công nghiệp ca cao, cà phê và khai thác gỗ đã dẫn đến một sự buôn bán bùng nổ trong việc buôn lậu trái phép các công nhân Igbo và Ibibio từ các tỉnh phía đông Nigeria. Số lượng nhân viên hợp đồng bí mật trên đảo Fernando Po đã tăng lên 20.000 vào năm 1942. Một hiệp ước lao động đã được ký kết với Vương quốc Anh trong cùng năm. Điều này dẫn đến một dòng công nhân Nigeria liên tục đến Guinea thuộc Tây Ban Nha. Đến năm 1968 tại thời điểm độc lập, gần 100.000 dân tộc Nigeria đang sống và làm việc tại Guinea thuộc Tây Ban Nha.

#### Thuộc địa của Guinea thuộc Tây Ban Nha
Từ năm 1926 đến 1959, Vương miện đã thống nhất Bioko và Río Muni là "thuộc địa của Guinea thuộc Tây Ban Nha". Nền kinh tế dựa trên việc khai thác các loại cây trồng ca cao và cà phê, được sản xuất tại các đồn điền lớn, bên cạnh các nhượng bộ khai thác gỗ. Chủ sở hữu của các công ty này đã thuê hầu hết lao động hợp đồng nhập cư từ Liberia, Nigeria và Cameroon. Tây Ban Nha đã tiến hành các chiến dịch quân sự vào những năm 1920 để khuất phục người Fang bản địa, vì Liberia đang cố gắng giảm việc tuyển dụng công nhân. Vương miện thành lập các đồn trú của Bảo vệ thuộc địa trên khắp vùng đất vào năm 1926 và toàn bộ thuộc địa được coi là "bình định" vào năm 1929.
Río Muni có một dân số nhỏ, chính thức được đưa vào khoảng hơn 100.000 vào những năm 1930. Người dân của nó có thể dễ dàng trốn thoát qua biên giới vào Cameroon hoặc Gabon. Hơn nữa, các công ty gỗ cần số lượng lao động ngày càng tăng, và việc truyền bá cà phê cung cấp một phương thức thay thế để nộp thuế.
Đảo Fernando Po tiếp tục bị thiếu lao động. Pháp chỉ cho phép tuyển dụng ngắn gọn ở Cameroon. Những người trồng rừng bắt đầu tuyển dụng lao động Igbo, những người được buôn lậu bằng ca nô từ Calabar, Nigeria. Fernando Po được phát triển sau Chiến tranh thế giới thứ hai là một trong những khu vực nông nghiệp năng suất cao nhất châu Phi.

#### Phi thuộc địa hóa
Lịch sử chính trị sau chiến tranh của Guinea thuộc Tây Ban Nha có ba giai đoạn khá khác biệt. Từ năm 1946 đến năm 1959, nó có tư cách là một "tỉnh", được nuôi dưỡng từ "thuộc địa", sau khi Đế quốc Bồ Đào Nha thực hiện các cuộc giám sát để chiếm lấy nó. Từ năm 1960 đến năm 1968, Tây Ban Nha đã thử một hệ thống phi hạt nhân hóa một phần để giữ cho tỉnh nằm trong hệ thống lãnh thổ của Tây Ban Nha, đã thất bại do tiếp tục hoạt động chống thực dân của người Guinea. Vào ngày 12 tháng 10 năm 1968, Tây Ban Nha thừa nhận nền độc lập của Cộng hòa Guinea Xích Đạo. Francisco Macías Nguema được bầu làm tổng thống.